# Cerapus tubularis
Cerapus tubularis is een vlokreeftensoort uit de familie van de Ischyroceridae. De wetenschappelijke naam van de soort werd in 1817 voor het eerst geldig gepubliceerd door Thomas Say.